# Neopallene azorensis
Neopallene azorensis is een zeespin uit de familie Callipallenidae. De soort behoort tot het geslacht Neopallene. Neopallene azorensis werd in 1974 voor het eerst wetenschappelijk beschreven door Arnaud. 